# Terry Gilkyson
Hamilton H. Gilkyson III, né le 17 juin 1916 à Phoenixville (Pennsylvanie) et mort le 15 octobre 1999 à Austin (Texas), connu sous le nom de Terry Gilkyson, est un musicien américain, chanteur, compositeur et parolier de nombreux succès devenus des "standards" de musique folk.

## Biographie
Terry Gilkyson est né à Phoenixville, en Pennsylvanie. Après des études au Lycée de Saint George's dont il sort en 1935, il devient ouvrier dans un ranch à Tucson, en Arizona. Lors de la Seconde Guerre mondiale, il rejoint l'armée. En 1947, il épouse Jane "Gilkyson" et déménage en Californie, pour se lancer dans une carrière de chanteur folk.
Il écrit et enregistre The Cry of the Wilde Gooze, qui devient un succès de Frankie Laine en 1950. Il en est de même pour Tell me a story, écrit en 1953, et enregistré par Jimmy Boyd et Laine. En 1951, Gilkyson apparaît dans le film Slaughter Trail, western en technicolor d'Irwin Allen dont il compose en même temps les chansons ; comme dans High Noon (Le Train sifflera trois fois), les balades suivent l'intrigue tout au long du film. Il est également chanteur des Weavers pour leur plus grand succès, On Top of Old Smokey, de même lorsqu'ils enregistrent Across the Wild Missouri.
En 1956, il forme un groupe, les Easy Riders, en compagnie de Richard Dehr et Frank Miller. Le groupe connaît un très grand succès: Marianne, à la fois écrit et enregistré par le trio. Ils vendent plus d'un million de disques, et remportent un disque d'or. Ils écrivent aussi Memories are made of this qui devient très populaire dans différentes versions, en particulier celle chantée par Dean Martin, accompagné par les Easy Riders. L'une des adaptations de cette chanson est devenu un hymne pour les réfugiés de la révolution hongroise de 1956.
Dans les années 1960, il quitte le groupe pour les Studios Walt Disney. Il écrit des musiques pour les films mais aussi pour les séries télévisées Le Monde merveilleux de Disney, en particulier The Scare Crow of Romney March. En 1968, il est nommé aux Oscars pour The Bare necessities (Version originale de Il en faut peu pour être heureux), chanson du film Le Livre de la jungle sorti en 1967.
Il décède le 15 octobre 1999 à Austin, alors qu'il rendait visite à sa famille.
Le guitariste Tony Gilkyson, ancien membre du groupe X, et la chanteuse-compositrice d'Austin Eliza Gilkyson sont ses enfants. Son autre fille Nancy a été pendant vingt ans vice-présidente de Warner Bros Records.

## Filmographie
- 1951 : Slaughter Trail (en) d'Irving Allen
- 1956 : Crépuscule sanglant : Red sundown
- 1956 : La corde est prête
- 1960 : Les Robinsons des mers du Sud
- 1963 : Sam l'intrépide
- 1964 : Les Trois Vies de Thomasina : Thomasina
- 1964 : La Baie aux émeraudes
- 1967 : Le Livre de la jungle : The Bare Necessities
- 1970 : Les Aristochats : Thomas O'Malley Cat